# Geschützter Landschaftsbestandteil Schmeltersknapp
Der Geschützte Landschaftsbestandteil Schmeltersknapp mit einer Flächengröße von 1,28 ha liegt nordwestlich von Rösenbeck im Stadtgebiet von Brilon. Das Gebiet wurde 2001 mit dem Landschaftsplan Hoppecketal durch den Kreistag des Hochsauerlandkreises als Geschützter Landschaftsbestandteil (LB) ausgewiesen. Der LB ist umgeben vom Landschaftsschutzgebiet Briloner Hochfläche.

## Beschreibung
Der Landschaftsplan führt zum LB aus: „Das Objekt bildet ein strukturreiches Biotopmosaik aus baum- und strauchförmigen Feldgehölzanteilen, magerem Weidegrünland und Felsklippen des mitteldevonischen Massenkalks. Sowohl Strauch- als auch Krautschicht sind artenreich. Größere Freiflächen, die allerdings stellenweise durch Ablagerung von organischem Material beeinträchtigt sind, existieren insbesondere auf der Nordseite; hier ragt teilweise eine Weihnachtsbaumkultur hinein. Die Freiflächen haben ihren größten Wert für den Arten- und Biotopschutz bei extensiver Grünlandnutzung. Wenn diese aufgegeben wird, kommt die natürliche Entwicklung der Freiflächen dem Strukturreichtum des übrigen LB am nächsten, da die Sukzessionsstadien (auch aufgrund des Arteninventars der unmittelbaren Umgebung) eine große Artenvielfalt aufweisen werden, wie sie bei einer Aufforstung – auch mit standortgerechtem Laubholz – nicht erreicht wird. Zudem lässt die natürliche Sukzession auch die Möglichkeit offen, in Zeitabständen von ca. 5 Jahren Pflegemaßnahmen auf vertraglicher Basis durchzuführen, die der Erhaltung des vorhandenen Biotopmosaiks am ehesten dienlich wären.“

## Schutzzweck
Der Landschaftsplan dokumentiert zum Schutzzweck:
„Als geschützte Landschaftsbestandteile werden Teile von Natur und Landschaft festgesetzt, soweit ihr besonderer Schutz
a) zur Sicherstellung der Leistungsfähigkeit des Naturhaushaltes,
b) zur Belebung, Gliederung oder Pflege des Orts- und Landschaftsbildes oder
c) zur Abwehr schädlicher Einwirkungen
erforderlich ist. Der Schutz kann sich in bestimmten Gebieten auf den gesamten Bestand an Bäumen, Hecken oder anderen Landschaftsbestandteilen erstrecken.“
Zu Verboten ist im Landschaftsplan aufgeführt:
„Nach § 34 Abs. 4 LG ist die Beseitigung eines geschützten Landschaftsbestandteils sowie alle Handlungen, die zu einer Zerstörung, Beschädigung oder Veränderung des geschützten Landschaftsbestandteils führen können, verboten.“
Mit dem Landschaftsplan wurde das Gebot erlassen:
„Die Geschützten Landschaftsbestandteile sind durch geeignete Pflegemaßnahmen zu erhalten, solange der dafür erforderliche Aufwand in Abwägung mit ihrer jeweiligen Bedeutung für Natur und Landschaft gerechtfertigt ist.“